# Бостон Хајтс (Охајо)
Бостон Хајтс (енгл. Boston Heights) град је у америчкој савезној држави Охајо.

## Демографија
По попису из 2010. године број становника је 1.300, што је 114 (9,6%) становника више него 2000. године.
| Група             | 2000.         | 2010.         |
| Белци             | 1.138 (96,0%) | 1.238 (95,2%) |
| Афроамериканци    | 7 (0,6%)      | 27 (2,1%)     |
| Азијати           | 18 (1,5%)     | 9 (0,7%)      |
| Хиспаноамериканци | 13 (1,1%)     | 10 (0,8%)     |
| Укупно            | 1.186         | 1.300         |